# Xerxès d'Arménie
Pour les articles homonymes, voir Xerxès.
Sauf précision contraire, les dates de cet article sont sous-entendues « avant l'ère commune » (AEC), c'est-à-dire « avant Jésus-Christ ».
Xerxès  (en arménien Շավարշ, [Šavarš] ; en grec ancien Ξέρξης, [Xerxès] ; en vieux-perse Ḫšayāršā), fils putatif d'Arsamès, est un roi d'Arménie de la dynastie orontide de la fin du IIIe siècle av. J.-C.

## Origine
Bien qu'il n'y ait pas de preuves indiscutables, Cyrille Toumanoff estime « qu'il est difficile d'échapper à l'impression que Xerxès était un fils de Arsamès » dans la mesure où il règne après lui et contrôle Arsamosate, la capitale que son prédécesseur a fondée. De plus, Xerxès doit renouveler le tribut et accepter la vassalité qui avaient été imposés à Arsamès par Séleucos II.

## Biographie
Au printemps 212, Xerxès est assiégé dans sa capitale Arsamosate ; il réussit à quitter la place mais doit se soumettre au Séleucide Antiochos III, reconnaître sa suzeraineté et lui verser un tribut de 300 talents, de 1 000 chevaux et de 1 000 poulains, et d'épouser une de ses sœurs, Antiochis II.
Xerxès est tué par son épouse lorsque cette dernière apprend qu'il va trahir son frère. Selon Cyrille Toumanoff, il a comme successeur ses deux frères putatifs Abdissarès et Orontès IV ; ensuite l'Arménie est placée sous l'autorité des stratèges Artaxias Ier et Zariadris, qui sont peut-être eux aussi issus des Orontides.
Xerxès est également connu par une monnaie représentant à l'avers le buste du roi portant une tiare pointue et au revers la légende en grec « ΒΑΣΙΛΕΩΣ  ΞΕΡΞΟΥ » (i.e. Basileos Xerxès) avec la déesse Athéna debout couronnant le nom de Xerxès.

## Postérité
Cyrille Toumanoff émet l'hypothèse que Xerxès soit le père de Ptolémée, gouverneur puis roi de Commagène.